# Rhytidoponera maniae
Rhytidoponera maniae é uma espécie de formiga do gênero Rhytidoponera.